# Schloss Osiek

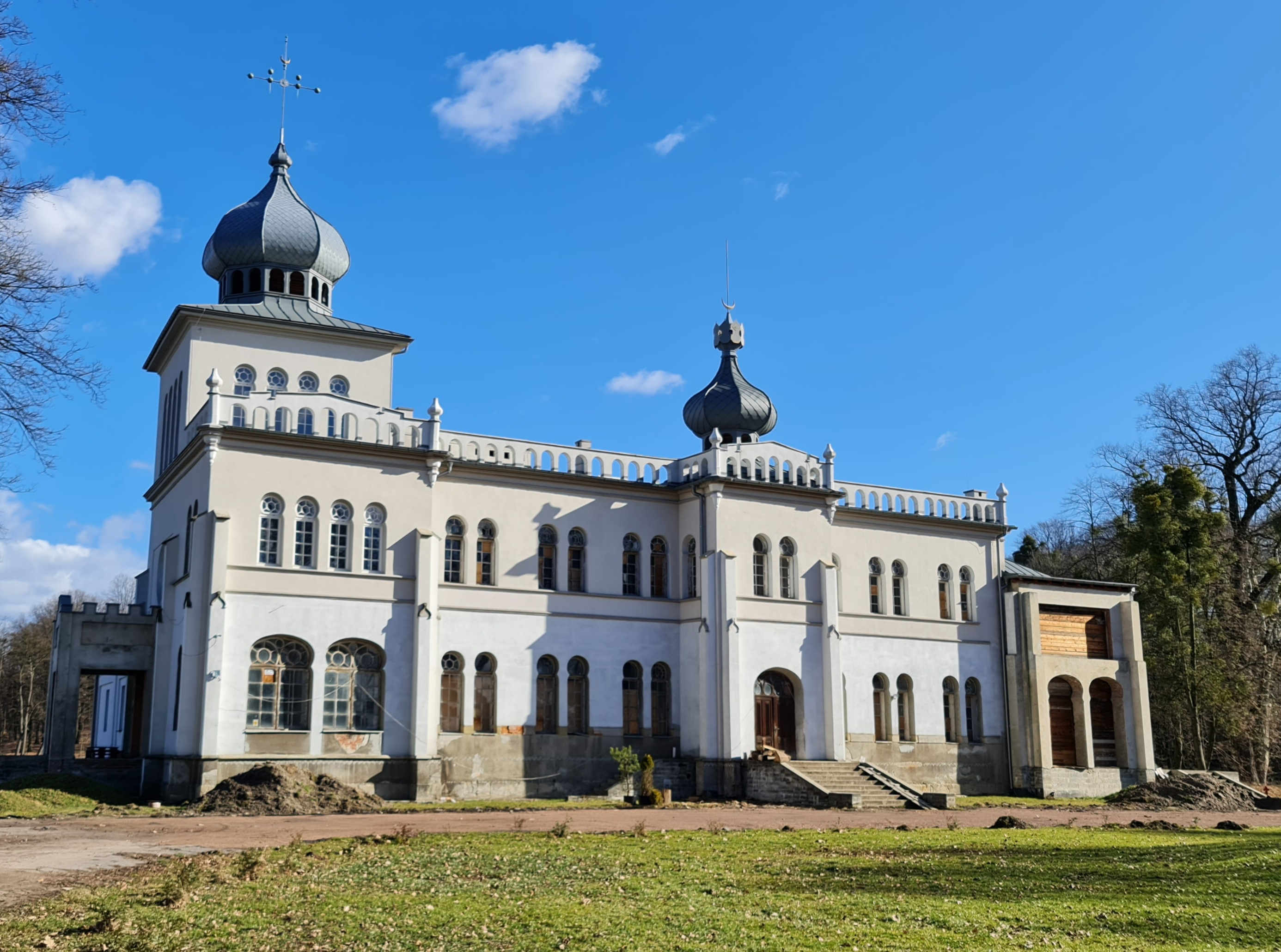
Ansicht 2022

Das Schloss Osiek (polnisch: Pałac w Osieku) ist ein Schloss in Osiek unweit von Oświęcim an den Ausläufern der Kleinen Beskiden. Es wurde von dem Adelsgeschlecht der Larisch errichtet.

## Geschichte
Seit 1653 ist das Schloss urkundlich bezeugt, bestand jedoch wahrscheinlich schon bedeutend früher. 1784 kaufte Baron Karol Wacław Larisch das Schloss und sein Sohn Karol Józef Larisch ließ es im 1835 vom italienischen Architekten Francesco Maria Lanci im Neumaurischen Stil umbauen. 1885 erwarb Oskar von Rudziński das Schloss, in dessen Familie das Schloss bis zum Zweiten Weltkrieg blieb. In der Zwischenkriegszeit waren hier unter anderem Ignacy Mościcki, Józef Haller, Józef Piłsudski, Adam Stefan Sapieha und Julian Fałat zu Gast. In der Volksrepublik Polen wurde das Schloss verstaatlicht und blieb bis 2009 im Eigentum des Fiskus, als die von Rudziński das Schloss wieder erhielten. 2011 wurde es an einen Investor verkauft. Es beherbergt derzeit ein kleines Museum.